# Droga magistralna M1 (Białoruś)

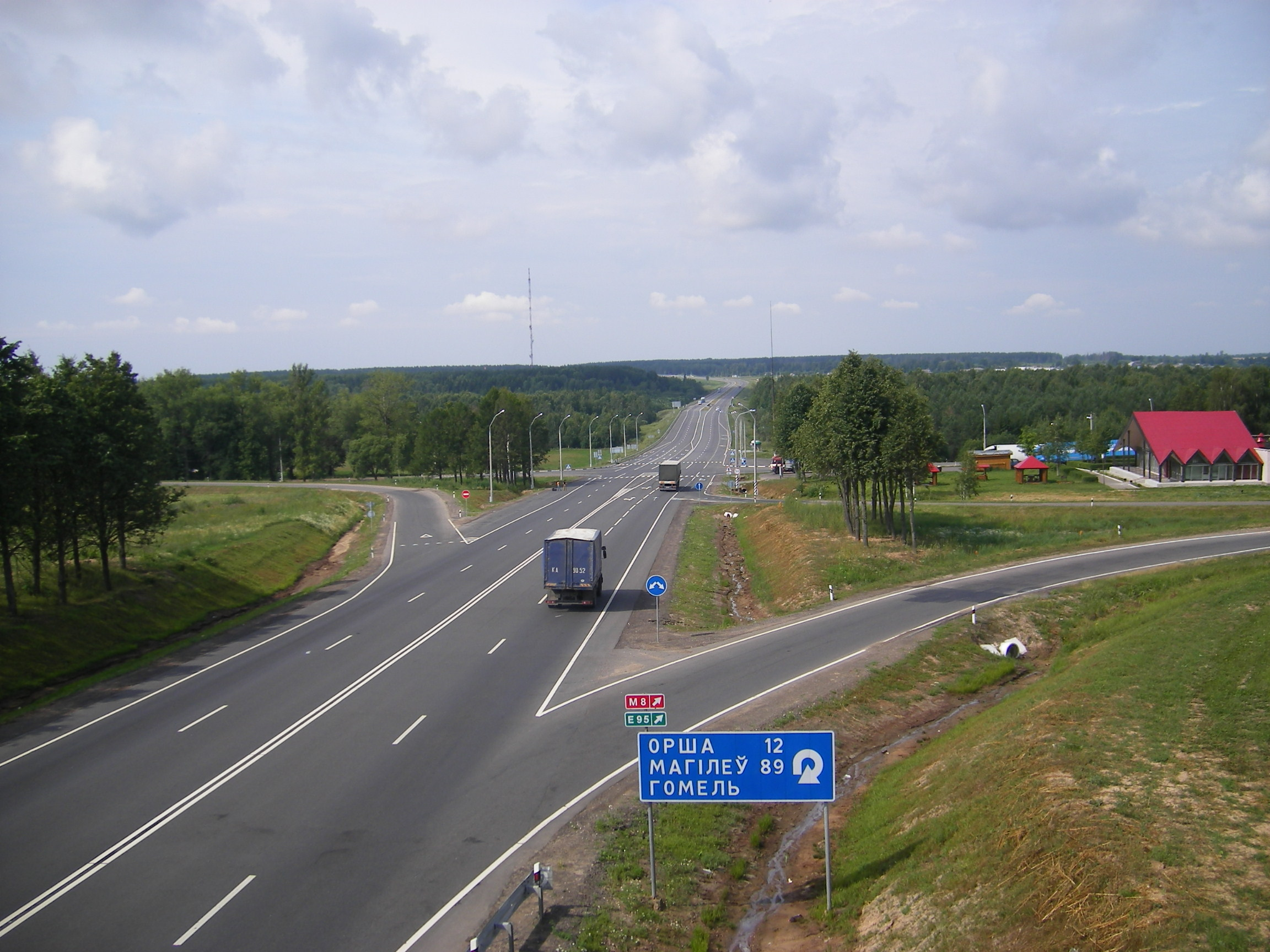
Węzeł z drogą M8

Droga magistralna M1 (biał. Магістраль М1, ros. Магистраль М1) – droga szybkiego ruchu na Białorusi, stanowiąca fragment trasy europejskiej E30, będąca głównym połączeniem drogowym Mińska i Moskwy z zachodnią częścią Europy. Jest przedłużeniem polskiej drogi krajowej nr 2 i drogi magistralnej M1 w Rosji. Prowadzi od Brześcia (granica polsko-białoruska) przez Baranowicze, Mińsk, Borysów, Orszę do przejścia granicznego na granicy białorusko-rosyjskiej, biegnąc równolegle do linii kolejowej Warszawa – Moskwa. Maksymalna dopuszczalna prędkość w jej ciągu to 120 km/h. Droga jest zarządzana przez holding Belawtador.

## Historia
Drogę zbudowano w latach 70. XX w. jako białoruski fragment planowanej autostrady „Olimpijki” z okazji zbliżających się Letnich Igrzysk Olimpijskich w Moskwie w 1980 r.

### Przebudowy[1]
W latach 90. XX w. rozpoczęto modernizację trasy. W 1998 r. zakończono przebudowę odcinka Iwacewicze – Mińsk o długości 234 km do parametrów autostrady. W tym samym roku dokonano remontu trasy między Borysowem a Orszą (123 km), a w 1999 r. przebieg drogi M1 wyprowadzono poza Mińsk. W latach 2002–2005 przeprowadzono remont odcinków przy granicach z Polską i Rosją. W 2004 r. w ramach współpracy z polską Generalną Dyrekcją Dróg Krajowych i Autostrad oddano do użytku nowy most nad Bugiem. Obecnie trasa M1 omija Brześć od północy, a stary przebieg przez miasto do granicy z Polską wykorzystywany jest głównie przez ruch lokalny.

## Miejscowości leżące na trasie M1
- Kozłowicze – przejście graniczne (kontynuacja jako DK68 w Polsce)[a]
- Brześć
- Kobryń (M10, M12)
- Iwacewicze
- Baranowicze
- Dzierżyńsk
- Mińsk
- Borysów
- Orsza
- Redźki – przejście graniczne, dostępne wyłącznie dla obywateli Białorusi i Rosji[2][3]

## Opłaty
Przejazd drogą M1 jest płatny – należy zakupić urządzenie do uiszczania opłaty BelToll (analogiczne do polskiego eTOLL), ponieważ na trasie obowiązuje elektroniczny system poboru opłat, działający od 1 lipca 2013. Koszt przejazdu można obliczyć na stronie systemu BelToll. Dawniej w ciągu arterii znajdowały się cztery punkty poboru opłat: Chwedkowicze (35. km), Kołosowo (295. km), Krupki (468. km) i Redźki (609. km).